# Montigny-sur-Loing
Montigny-sur-Loing ist eine französische Gemeinde mit 2.634 Einwohnern (Stand: 1. Januar 2022) im Département Seine-et-Marne in der Region Île-de-France. Die Gemeinde gehört zum Arrondissement Fontainebleau und zum Kanton Nemours. Die Einwohner werden Montignons genannt.

## Geografie
Montigny-sur-Loing liegt am Loing, einem Nebenfluss der Seine, am südlichen Fuße des Waldes von Fontainebleau. Umgeben wird Montigny-sur-Loing von den Nachbargemeinden Fontainebleau im Norden, Épisy im Osten, Le Genevraye im Süden sowie Bourron-Marlotte im Westen.
|                  | Fontainebleau                               |       |
| Bourron-Marlotte | Kompassrose, die auf Nachbargemeinden zeigt | Épisy |
|                  |                                             |       |

## Bevölkerungsentwicklung
| Jahr      | 1962 | 1968 | 1975 | 1982 | 1990 | 1999 | 2006 | 2011 |
| Einwohner | 1881 | 1889 | 2152 | 2042 | 2553 | 2796 | 2734 | 2766 |

## Verkehr
Montigny-sur-Loing hat einen Bahnhalt an der Bahnstrecke Moret-Veneux-les-Sablons–Lyon-Perrache.

## Sehenswürdigkeiten
- Kirche Saint-Pierre-Saint-Paul aus dem 12. Jahrhundert

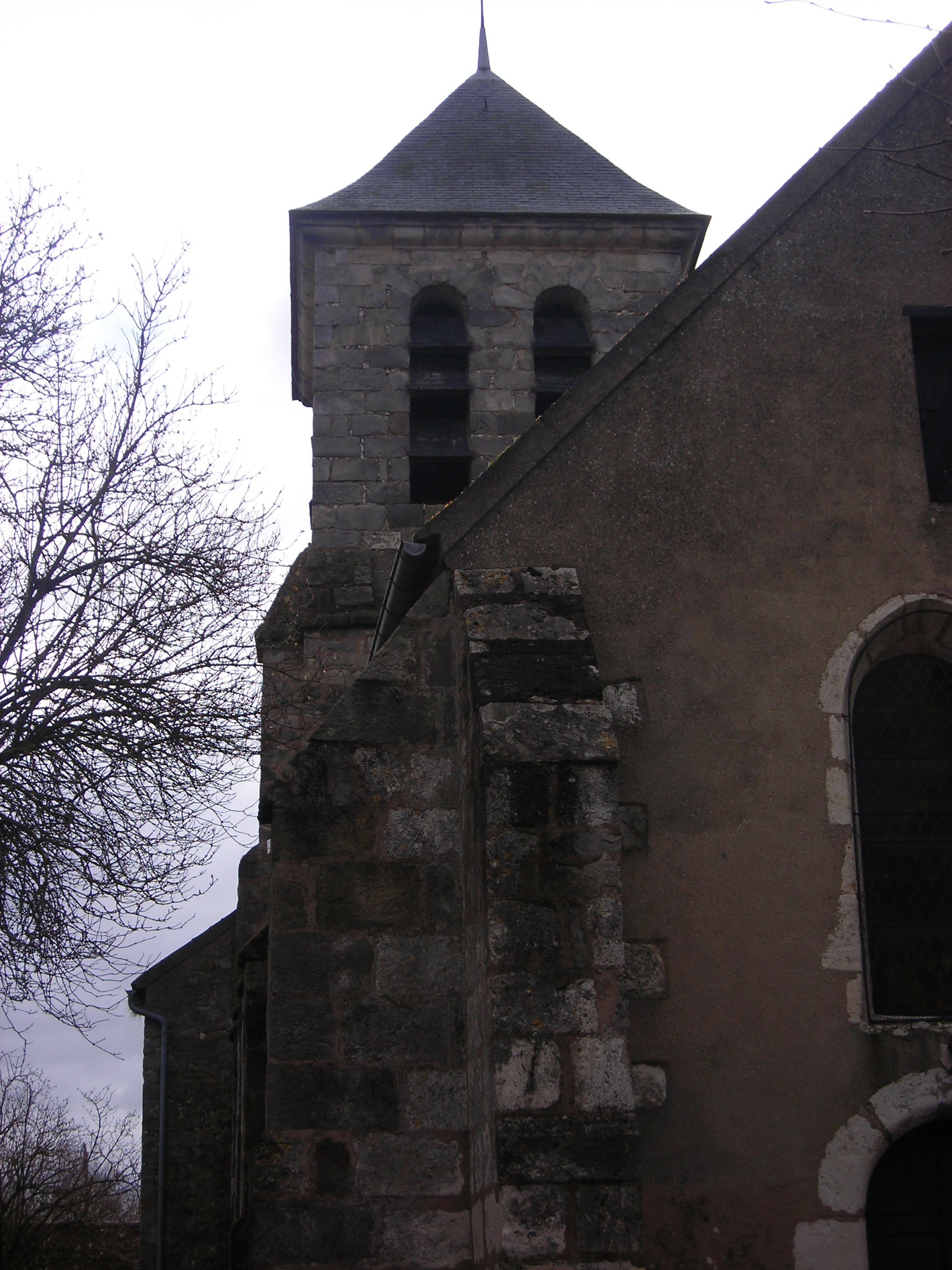
Kirche Saint-Pierre-Saint-Paul

- Denkmal für Tadeusz Kościuszko

## Persönlichkeiten
- Tadeusz Kościuszko (1746–1817), lebte hier kurzzeitig im Exil
- Guy de Maupassant (1850–1893), französischer Schriftsteller, lebte zeitweilig in Montigny-sur-Loing, wo er seinen letzten Roman schrieb, Notre cœur.
- Charles Virion (1865–1946), Graveur